# Александар Богдановић (фудбалер)
Александар Богдановић (Ниш, 5. марта 1999) српски је фудбалер који тренутно наступа за убско Јединство.

## Каријера
Богдановић је пред почетак Кадетске лиге Србије, лета 2015. године приступио млађим категоријама Црвене звезде. У том периоду играо је ближе нападу, по десној страни. Касније је наступао и за омладински састав, те је са својом генерацијом 2018. освојио титулу у том узрасту. У међувремену, Богдановић је у марту 2017. наступио у првом колу новоформиране Лиге „Б“ тимова, ушавши у игру против резервне екипе Колубаре, која је ту утакмицу добила резулатом 2 ː 1. По истеку омладинског стажа напустио је клуб. Током сезоне 2018/19. био је члан португалског Портимоненсеа за који је наступао у развојној лиги (pt) за фудбалере узраста до 23 године старости.
У фебруару 2020. потписао је шестомесечни уговор са Муром, уз могућност продужетка на још три године. У свом новом клубу представљен је као фудбалер који може да наступи на позицијама централног и десног бека. Међутим, како је због пандемије ковида 19 првенство било прекинуто, Богдановић је почетком јуна напустио клуб. Средином септембра исте године, приступио је Вождовцу. Ту се задржао до краја наредне календарске године, а онда се почетком 2022. вратио у родни Ниш, где је потписао за Раднички. Лета исте године прешао је у екипу прволигаша Јединства са Уба.

## Статистика

### Клупска
Ажурирано 28. јула 2022.
|              |          |                     |    |   |   |   |   |   |   |   |    |   |  |  |
| Мура         | 2019/20. | Прва лига Словеније | 0  | 0 | 0 | 0 | — | — | — | — | 0  | 0 |  |  |
|              |          |                     |    |   |   |   |   |   |   |   |    |   |  |  |
| Вождовац     | 2020/21. | Суперлига Србије    | 17 | 1 | 2 | 0 | — | — | — | — | 19 | 1 |  |  |
| Вождовац     | 2021/22. | Суперлига Србије    | 9  | 0 | 1 | 0 | — | — | — | — | 10 | 0 |  |  |
| Вождовац     | Укупно   | Укупно              | 26 | 1 | 3 | 0 | — | — | — | — | 29 | 1 |  |  |
|              |          |                     |    |   |   |   |   |   |   |   |    |   |  |  |
| Раднички Ниш | 2021/22. | Суперлига Србије    | 0  | 0 | 1 | 0 | — | — | — | — | 1  | 0 |  |  |
|              |          |                     |    |   |   |   |   |   |   |   |    |   |  |  |
| Јединство Уб | 2022/23. | Прва лига Србије    | 0  | 0 | — | — | — | — | — | — | 0  | 0 |  |  |
|              |          |                     |    |   |   |   |   |   |   |   |    |   |  |  |
| Каријера     | Каријера | Каријера            | 26 | 1 | 4 | 0 | — | — | — | — | 30 | 1 |  |  |
|              |          |                     |    |   |   |   |   |   |   |   |    |   |  |  |